# Узорне новеле
Узорне новеле је збирка од 12 новела Мигела де Сервантеса које су настале између 1590. и 1612. и која је објављена 1613. године у издањеу Хуана де ла Куесте. Ради се о новелама које следе италијански модел — novella, прозној врсти која је у Сервантесово време била нова у Шпанији. Сервантес своје новеле назива „узорним“ (ejemplares), баш због тога што су, како и сам Сервантес тврди у Прологу, први пример ове књижевне врсте на кастиљанском језику, као и због њиховог поучног и морализаторског карактера које неке од ових новела имају. Сервантес у Прологу тврди да је он био први писац у Шпанији који је заиста писао новеле, а да су до тада шпански писци или преводили или подражавали италијанске новеле. И назив, и прозна врста новеле воде порекло од Бокачовог „Декамерона“.

## Карактеристике и подела
Сервантес је ову врсту прилагодио шпанској средини и у структури и у садржају. У италијанску новелу увео је дијалоге, елиминисао коментаре и цитате, саму радњу је обогатио и направио је сложенијом, па самим тим и занимљивијом, елиминисао је елементе чудесног и натприродног који је у италијанској новели представљао заоставштину витешког романа, увео је морализаторски елеменат, а актери његових новела су искључиво шпански.
Хоакин Касалдуеро примећује да је Сервантес у својим новелама превазишао ренесансну концепцију живота и уметности и да његови ликови у ствари представљају оличење барокног односа према положају човека у свету. Уместо ренесансног идеализовања и усавршавања стварности, у Сервантесовим новелама стварност се уздиже на план битног и суштинског. Не траже се идеализована бића, већ идеализоване врлине. Има их дванаест:
| 1. Циганчица (шп. ) 2. Широкогруди удварач (шп. ) 3. Ринконете и Кортадиљо (шп. ) 4. Енглеска Шпанкиња (шп. ) 5. Стаклени лиценцијат (шп. ) 6. Снага крви (шп. ) | 1. Љубоморни Екстремадурац (шп. ) 2. Славна судопера (шп. ) 3. Две девојке (шп. ) 4. Госпођа Корнелија (шп. ) 5. Брак на превару (шп. ) 6. Разговор паса (шп. ) |

## Стил
Према стилу писања и односу према реалности, обично се деле на идеалистичне и реалистичне новеле. Идеалистичне су оне које су по садржају и стилу ближе италијанском узору и карактеришу се по љубавним заплетима са много догађаја, идеализованим ликовима без психолошке еволуције и приличном одсуству одражавања реалности. У ову групу спадају: „Широкогруди удварач“, „Две девојке“, „Енглеска Шпанкиња“, „Госпођа Корнелија“ и „Снага крви“. Реалистичке новеле више пажње посвећују реалистичким описима места и ликова и садрже извесну ноту критичности ка друштву оног доба. То су уједно и најпознатије новеле из ове збирке: „Ринконете и Кортадиљо“, „Стаклени лиценцијат“, „Циганчица“, „Разговор паса“, или „Славна судопера“. Међутим, оштра граница између ове две групе не постоји, тако да и у најреалистичнијим новелама могу се наћи елементи идеализације.

## Тематика
Љубав је једна од веома заступљених тема у Сервантесовим новелама (префињено или брутално завођење, узајамна љубав, неузвраћена љубав, тајна љубав, љубомора, љубав потакнута лепотом или врлином, и др.). Садрже мноштво узбудљивих догађаја (бродоломи, тровања, издаје, двобоји, падање у ропство, неочекивани сусрети, незаконита деца, болни растанци) који се дешавају у различитим земљама (Турска, Шпанија, Италија, Енглеска) и завршавају се на уобичајен и очекиван начин — срећним браковима. У ову групу се убрајају „Широкогруди удварач“, „Две девојке“, „Госпођа Корнелија“, „Снага крви“ и „Енглеска Шпанкиња“.
Пикарескни тематски елементи су заступљени у три новеле. „Ринконете и Кортадиљо“ се сматра не само најбољом новелом ове збирке, већ и нејуспелијом новелом читаве шпанске књижевности. Радње у правом смислу речи, у овој новели, заправо нема, јер је она опис кратког раздобља живота двојице пикара, без увода и без закључка. Радња се одвија у Севиљи у пикарском окружењу — беспосличари, лопови, силеџије, проститутке. Новела одише ведрином и живошћу, као и вешто коришћеним пикарским жаргоном. Сервантес ствара комичне ситуације увођењем погрешно изговорених учених или страних речи и на тај начин исмева тежњу многих својих савременика, без обзира на друштвени сталеж, да изгледају отмено и учено по сваку цену.
„Брак на превару“ и „Разговор паса“ су у ствари два дела једне дуже новеле. Први део („Брак на превару“) говори о људима који преваром покушавају да извуку неку корист за себе — сиромашни војник и сиромашна жена сумњивог морала представљају се лажно једно другом и накрају се венчавају. Радња и пикарска средина је описана уверљиво са мношвом детаља и причом превареног младожење у првом лицу, како је то уобичајено у пикарским романима. Други део („Разговор паса“) се дешава у болници где је завршио преварени младожења који је из свог краткотрајног брака извукао само непријатну болест и где он једне ноћи, пошто није могао да заспи, слуша разговор два пса кроз који се оживљава много шира пикарска средина. Пас Берганза прича своју живот који је провео као прави пикаро, мењајући господаре, и кроз његову причу се сагледава наличје шпанског друштва оног времена.
„Циганчица“ и „Славна судопера“ су две новеле у којима се обрађују сличне теме: у првој млада Циганка, у другој сиромашна и лепа девојка, изазивају велику љубав племића који се прерушавају у сиромашне слуге како би могли да буду ближе женама које воле, да би се на крају испоставило да је девојка племенитог рода, што омогућава брак између двоје заљубљених који враћа главне јунаке у оквире сталежа коме по рођењу припадају. У „Циганчици“ посебну вредност имају такође и описи начина живота у циганској средини.
Тема старца који се жени младом девојком је већ била доста обрађивана у ренесанси, а Сервантес је обрађује у „Љубоморном Екстремадурацу“. У овој новели, стари љубоморни муж, повратник из Америке, из велике љубоморе своју младу жену затвара у кућу, изолује је од света и обасипа је поклонима и пажњом. Међутим, и поред све предострожности, у тај бриживо чувани свет ипак успева да продре мангуп Лоајса, а љубоморни старац схвата да не може слободу једног бића ограничити зидовима. Крај је неочекиван јер до прељубе ипак није дошло, али старац умире од разочарења, а млада жена одлази у манастир. У ранијој верзији, крај је био класичан - жена је преварила мужа, и тај крај сервантисти сматрају уверљивијим. Ова тема је раније обрађивана обично на комичан начин, међутим, Сервантес јој је у овој новели дао трагичну димензију.